# 山本洋一 (地方公務員)
山本 洋一 (やまもと よういち、1952年または1953年 - ) は、日本の地方公務員。東京都下水道局流域下水道本部長、同労働委員会事務局長を歴任。瑞宝小綬章受章。

## 人物・経歴
東京都庁入庁、収用委員会事務局参事総務課長取扱、生活文化局文化振興部長、同局総務部長、総務局理事（特別区人事・厚生事務組合派遣）、2009年7月 新田洋平の後任として下水道局流域下水道本部長。2010年7月 同職を細野友希と交代し、関敏樹の後任として労働委員会事務局長。2011年7月 加藤英夫を後任として辞職。

## 栄典
- 2024年4月 令和6年春の叙勲で瑞宝小綬章を受章[1]